# Lughaya
Lughaya est une petite ville côtière dans le nord-ouest de la région d’Awdal dans le Somaliland, un territoire du nord de la Somalie.